# Pyrois perfusa
Pyrois perfusa är en fjärilsart som beskrevs av Jacob Hübner 1802. Pyrois perfusa ingår i släktet Pyrois och familjen nattflyn. Inga underarter finns listade.